# Sayonara (film, 2015)
Pour les articles homonymes, voir Sayonara.
Pour plus de détails, voir Fiche technique et Distribution.
Sayonara (さようなら, Sayōnara) est un film japonais réalisé par Kōji Fukada, sorti en 2015.

## Fiche technique
- Titre original : さようなら (Sayōnara?)
- Titre français : Sayonara[1]
- Réalisation : Kōji Fukada
- Scénario : Kōji Fukada d'après la pièce de Oriza Hirata[1]
- Photographie : Akiko Ashizawa
- Décors : Kensuke Suzuki
- Musique : Hiroyuki Onogawa (ja)
- Société de distribution : Survivance (France)[2]
- Pays d'origine :  Japon
- Langue originale : japonais, français, anglais, allemand[3]
- Format : couleur - 35 mm
- Genre : drame ; film de science-fiction
- Durée : 112 minutes[4]
- Dates de sortie :
  - Japon : 21 novembre 2015[4]
  - France : 15 mai 2017[2]

## Distribution
- Bryerly Long : Tania
- Geminoid F : Leona, son androïde
- Hirofumi Arai
- Noémie Nakai : androïde français
- Nijirō Murakami
- Mariko Murata
- Yūko Kibiki
- Mari Yamamoto (en)
- Irène Jacob (caméo)
- Jérôme Kircher (caméo)

## Autour du film
Le film a ceci de particulier qu'un des deux rôles principaux est tenu par un véritable androïde, Geminoid F.